# Ophir Cavalcante
Ophir Filgueiras Cavalcante Júnior (Belém, 25 de janeiro de 1961) é um advogado brasileiro. Bacharel e mestre em direito pela Universidade Federal do Pará (UFPA), foi presidente do Conselho Federal da Ordem dos Advogados do Brasil (OAB) de 2010 a 2013 e procurador-geral do Estado do Pará de 2016 a 2018.
Foi, também, advogado do Banco do Estado do Pará, consultor-geral da Câmara Municipal de Belém, professor do Instituto de Ciências Jurídicas da UFPA, conselheiro, vice-presidente e presidente da seccional paraense da OAB. Aposentou-se como procurador do Estado do Pará em maio de 2020.
Seu pai, Ophir Filgueiras Cavalcante, também foi presidente do Conselho Federal da OAB (1989-1991).

## Prêmios e Condecorações
- Ordem do Mérito Grão-Pará;

- Ordem do Mérito Judiciário do Tribunal de Justiça do Pará;

- Ordem do Mérito Judiciário do Trabalho (TST);

- Ordem do Mérito Judiciário do Distrito Federal e dos Territórios;

- Ordem do Mérito Jus et Labor (TRT 8a. Região);

- Mérito Institucional do Ministério Público do Estado Pará;

- Medalha do Mérito Eleitoral do Pará;

- Ordem do Mérito da Assembléia Legislativa do Estado do Pará;

- Mérito Institucional do Ministério Púbico de Contas do Pará;

- Medalha do Mérito da Defensoria Pública do Pará;

- Honra ao Mérito da Câmara Municipal de Belém;

- Medalha do Mérito Tiradentes da Polícia Militar do Estado do Pará;

- Prêmio Medalha Daniel Coelho de Souza da OAB/PA;

- Título de Cidadão Cearense;

- Título de Cidadão de Santarém e de Castanhal/PA;

- Título de Cidadão de Maceió;

- Título de Cidadão Piauisense;

- Título de Acadêmico Perpétuo da Academia Paulista de Letras Jurídicas;

- Título de Professor Honorário da Universidade Presbiteriana Mackenzie;

- Medalha João Baptista Bonnassis do Conselho Seccional da OAB/Santa Catarina;

- Medalha e Diploma Conselheiro Egydio Salles do Tribunal de Contas dos Municípios do Estado do Pará (TCM/PA);

- Medalha de Honra do Colégio de Advogados de Madri;

- Medalha Carlos Maximiliano da Subseção de Santa Maria da OAB/Rio Grande do Sul;

- Medalha da Deferência Policial Federal;

- Comenda da Confraria da Educação e Prêmio Cidadania Digital 2011 da Associação Brasileira das Empresas de Tecnologia em Identificação Digital;

- Comenda Miranda Lima.